# A-100 (航空機)
A-100
- 用途：早期警戒管制機
- 設計者：ベリエフ/ベガ/アルマーズ・アンテイ
- 製造者：ベリエフ
- 運用者 ロシア（ロシア空軍）予定
- 初飛行：
2016年10月26日(A-100LL)
2017年11月18日(A-100)
- 生産数：2(1:A-100LL、1:A-100)
- 生産開始：2019年を予定[1]
- 運用状況：開発中[2]。
- 原型機：Il-76（輸送機）

A-100（ロシア語: А-100）は、ロシアが運用しているA-50 メインステイの後継としてベリエフが開発している早期警戒管制機（AWACS）である。開発名称は«изделие-ПМ»（製品PMの意味）。

## 開発

### A-100プロジェクトの誕生
A-100の開発は、A-50Iがアメリカ合衆国からの圧力により頓挫したことを受けその代替として2000年にベリエフとAFRUSがA-50EIに類似した機体に3基のフェーズドアレイレーダーといったロシア製の無線工学複合体を搭載したものとその輸出型をロシア空軍と中国空軍に技術提案するための準備を行ったことに端を発する。この計画機に基づきロシアは中国より資金調達を受け機体を作成する見込みであった。しかし、システムの開発を担当するベガはこの技術提案に関してリソースの不足を理由にプロジェクトへの参加を拒否し、伝統的な回転式アンテナが最適解であると主張した。潜在的な顧客であった中国はこのタイプのレーダーに満足せず、プログラムの資金調達に疑問を呈した。その後中国は自力でAWACSシステムを開発し、システムが外され保管されていた機体に装備させることを決定した(後のKJ-2000)。これによりロシアは独自に開発する道を選びシステムの開発を行う企業としてアルマーズ・アンテイが選定された。
しかし2002年、開発の遅れからロシア国防省はアルマーズ・アンテイとの契約を終了し、ベガにすべての開発文章を移転することを提案し、2003年に国防省はベガ（下請けとしてチホミーロフNIIP)との間で開発契約を結んだ。

### 初飛行まで
A-100は2006年6月8日にベガとの間で署名された関連契約(レーダーの開発)から開始された。ベリエフも開発に参加しているがこれは2007年5月に署名された異なる契約に基づいている。
2010年9月、ベガの最高経営責任者（CEO）であるウラジミール・バーバ氏によりA-100の開発が行われていることが発表された。この時点では2015年に完了予定であった。
2011年8月9日、当時の空軍司令官アレクサンドル・ゼーリンは2016年までにA-100を受領するため2013年から2014年にかけて機体を構築する必要があるとし、あわせてアンテナとレーダーステーションの開発はすでに完了していると発表した。
2012年6月15日、A-100の初飛行が2017年まで計画されていると報じられた。
2013年2月7日、実用化を2015年から2017年に2年延期することが発表された。表向きの理由は、ベース機であるIl-476がまだ試作機1機のみしか存在せずAWACSの製造が出来ないこととされている。さらに、開発は様々な困難に直面しておりA-100の性能自体にも懸念があるとされ、近年のネットワーク中心戦の概念に適合していないとの指摘もあるとされる。しかし、空軍司令部の情報提供者はA-100の速やかな実用化が行われるとしている。
2014年4月19日、新しいA-100の模型がロシアのNTVテレビで公開された。公開された模型と以前に公開された模型（外部リンク参照）との外見の違いはコックピット上部及び機体側面（後部胴体・スポンソンの両側にそれぞれ1つずつ計4箇所）へのアンテナ追加、機体後部へのベントラルフィンの追加である。
2014年7月、公開されたベガの報告書からベガとレーニネツ(現:ザスロン)の専門家による合同委員会の結果、レーニネツがAFL-SとPPUの作業を中止するという共同決定が行われた。レーニネツとの共同作業の終了後、外注先はロストフラジオ研究所(RNIIRS)に切り替わり、ベガとRNIIRSの専門家が個々の成果を生かした、近代的な技術を使用した半導体デバイスの使用のための作業を継続するという。
2014年8月14日、メディアは、2017年に試験を開始する予定であると報じた。
2014年8月15日、A-100の最初の試作機となるIl-76MD-90A（2014年6月17日にロールアウトしたIl-76 3号機。機体記号RF-78651、シリアル番号001-03）供給の契約が結ばれた。取引のコストは33億ルーブルに達した。
2015年1月23日、ロシア空軍報道官のイゴール・クリモフ大佐は試験を実施する予定であると発言した。
2015年7月、全ロシアラジオ機器研究所は設計文章の開発が貧弱であり、設計および管理スタッフの絶え間ない変化などの理由で1年以上にわたりレーダー監視の航空複合体のための二次位置検出システムの開発に挫折していたことが判明。26億ルーブルの負債を出していたことも報告された。
2016年8月22日、A-100の試験機A-100LLの飛行が2017年3月に行われることが報じられた。A-100LLは古いIl-76にA-100に積まれるものと同様の機材を積んだもので空中でのストレステストに用いられる機体である。飛行テストの完了後Il-476にレドームを含む機材を搭載する。このオリジナルのA-100は計画がうまく進めば2018年に初飛行を行う予定とされた。

### 飛行試験
2016年10月26日、A-100LLが初飛行した。
2016年12月22日、統一計器製造会社のアレキサンダー・ヤクーニン氏はタス通信からのインタビューの中でIl-476をベースとした最初の生産機の飛行試験が2017年より開始されると述べた。
2017年2月16日、イリューシンのニコライ・タリコフ氏は2機のIl-76MD-90AをA-100に改装するためベリエフに送ったと発言した。
2017年3月16日、ユーリ・ボリソフ国防次官はA-100の飛行試験が7月から開始されると発表した。
2017年4月21日、A-100LLがラジオ複合体を組み込んでの初めての試験飛行を行ったことが報告された。同月24日ベガのプレスリリースの中でウラジミール・バーバ氏は、「A-100LLは、地上スタンドでシミュレートすることができない実際の環境における複合体の作業能力に関する固有の情報を与えている」と述べた。また同プレス内容では、複合体の個々の要素の操作性および相互作用を試験するためにA-100LLを使用することで、多数の重要な機能要素を大気中および地中で並行して開発することが可能になり、A-100の開発の時間とコストを節約し、Il-76MD-90Aベースの最初のA-100の国家飛行試験の準備を最大限にするとしている。
2017年6月16日、TechnodinamikaのCEOであるイゴール・ネセンコフ氏はA-100の試験を今年より開始できると発言した。
2017年6月24日、ユーリ・ボリソフ国防次官はベリエフを訪問し初飛行が12月に行われるであろうと発言した。
2017年11月1日、セルゲイ・ショイグ国防相はA-100の配備が2020年から開始されると発表した。また現時点では、飛行実験機(A-100LL)は一連の試験に合格し、既に多数の飛行を行っており、すべて予定通りであると述べた。同氏によると複合体の初飛行は年末までに実施されるという。
2017年11月18日、Il-76MD-90AをベースにしたA-100最初の機体が初飛行した。初飛行中に空力特性、アビオニクスの性能、レーダーの対象機器の一部がチェックされた。ベガのプレスサービスは独自のアンテナシステムと最新の特別な無線機器を備えたフェアリングが設置され、レーダーフィールドを所定の方向に迅速に構築することを可能とするとし、航空複合体は空中やその他の目標を検出して追尾でき、戦闘機や爆撃機を空中、陸上、海上目標の攻撃に誘導することもできると説明した。同日ロシア国防省はエンジン管理システム、エンジン、レドームに搭載されたレーダー・インターフェース・システムなどのすべての航空機システムは通常モードで運用されており、335軍事使節の指導の下、予備試験のさらなる段階に備えると発表した。
2018年8月31日、ロシア国防省のアレクセイ・クリボルチコ国防次官はA-100がすぐに国家試験を開始すると発言した。クリボルチコ氏は最新の飛行レーダーを作成する作業において、設計者はいくつかの技術的困難に直面していたが、現在は解決されていると指摘した。
2019年2月9日、A-100の予備飛行試験を開始したことが発表された。
2020年4月、ロシア軍需産業の関係者は、ロシア航空宇宙軍は2024年にベリエフA-100の取得を開始し、現在航空宇宙軍のフリートにある既存のベリエフA-50とA-50U AEW機を補完、最終的には置き換えると発言した。
2022年2月に「ドライブ」誌は、ロシアに対する経済制裁がプロジェクトを遅らせていると報告した。

## 設計
エアフォースモンスリー2012年1月号によればA-100の基礎概念はA-50Uへのアップグレードで得られたものを使用し、機材などの構成なども似たものになるとしている。一方で搭載されるシステムはレーダーでの監視において全く新しいセットになり、多くのモニタリングシステムを有する。
機体のベースは、Il-76MD-90A（当初はAn-124も計画）でそれに新たに開発したAWACSシステムを搭載する予定である。機体には、新たに「«Ванта»(ヴァンター)」と呼ばれる空中での衝突を回避するシステムが搭載される。これは自動的に潜在的な脅威として認識される空中目標の不正な動きを0.3秒ごとに検出し、衝突を回避するものである。
レーダーとしてはベガが開発している「«Премьер-476»(プレミア：ロシア語で首相の意)」が搭載される。2013年当初にはプレミアーとよばれるレーダーを搭載する予定であったが。2013年11月9日にプレミアー476という名前を付けられた新しいレーダーに変更となった。このレーダーは、ベガとロストフラジオ研究所が開発した近代的な技術を使用した半導体素子を用いたアクティブフェーズドアレイレーダーであり、航空機及び陸上の目標を検出し、追跡することが可能とされている。また、機械式回転機構を有し、より良好に高速目標を捕捉するためレドームは5秒で1回転するとされる（10秒で1回転するA-50やE-3の2倍）。イズベスチヤの報道では電波の放射と反射を捕捉する2つのフェーズドアレイレーダーを備え、2つのレーダーは2つのバンドで動作するとされている。
予備データによるとこのレーダーは爆撃機を900km、非戦略弾道ミサイルを800km、戦闘機を600km、連なった装甲車などの地上目標を450～500km、艦船を400kmで探知し、戦闘機を300kmで追尾できる性能を持つとされ、A-50の2倍の目標（300以上）の追尾し12機の迎撃機同時管制が可能とされている。ロシア国防省第30中央研究所の研究員であったアレクセイ・レオンコフは、このレーダーのアンテナアレイにコンパクトソリッドステート・マイクロ波素子が使用されている場合、ユニークなレーダー技術の使用が想定されると述べ、この場合地上と空中目標の探知距離を増加させるだけでなく位置決め精度を向上させることができるとした（E-3などではX軸とY軸のみを使用してターゲットの座標を計測し、目標の飛行高度（Z軸）は自身の高度に基づいて算出されるが、A-100では一度に3つの軸を使って座標を測定する）。
死角を減らすためにレーダーのほかに、ESM用アンテナをコックピット上部に、衛星通信用アンテナを主翼上面前、自己防衛用のジャミングアンテナを機首・後部胴体・スポンソンの両側に装備すると分析されている。
高い独立性を持つために高度なシギント能力を有し、また自己防衛用にジャミングシステムを搭載する。このジャミングシステムはレーダーに干渉することなく妨害が可能であり、地対空ミサイルなどの敵の防空兵器から身を守ることが可能である。
搭載された新しいコンピューターシステムは受信した情報を処理するだけでなく、オペレーターの自動化にも使われる。これらによりA-100はレーダーの探知距離などの要素を含めてA-50より、2-3倍以上の強力になる。
そのほか、統一計器製造会社の代表者はA-100より無人航空機を直接制御する可能性を述べている。

## 型式
A-100LL
A-100のシステムの飛行テストベッド機。ロシア空軍を退役したA-50がベースとなっている。
統一計器製造会社のアレクサンダー・ヤクーニン氏はA-100LLについてA-100のシステムが互いに干渉しないことを検証するために使用され、オンボードのシステム、プロトコル、および情報交換のモードの電磁的互換性を検証しており、他の設計上の問題を解決するのに役立っていると発言している。
A-100
量産型。
A-100E
輸出型。

## 運用
ロシア
2020年までに39機を導入する予定。
このほか2015年にMAKSにおいてインド軍に3または4機を輸出するための交渉を行ったとされる。